# Remeți, Bihor
Remeți (maghiară Jádremete) este un sat în comuna Bulz din județul Bihor, Crișana, România.

## Obiective turistice
- Rezervația naturală “Valea Iadei cu Syringa josichaea” (2,0 ha).
- Biserica de lemn din Remeți

## Galerie de imagini

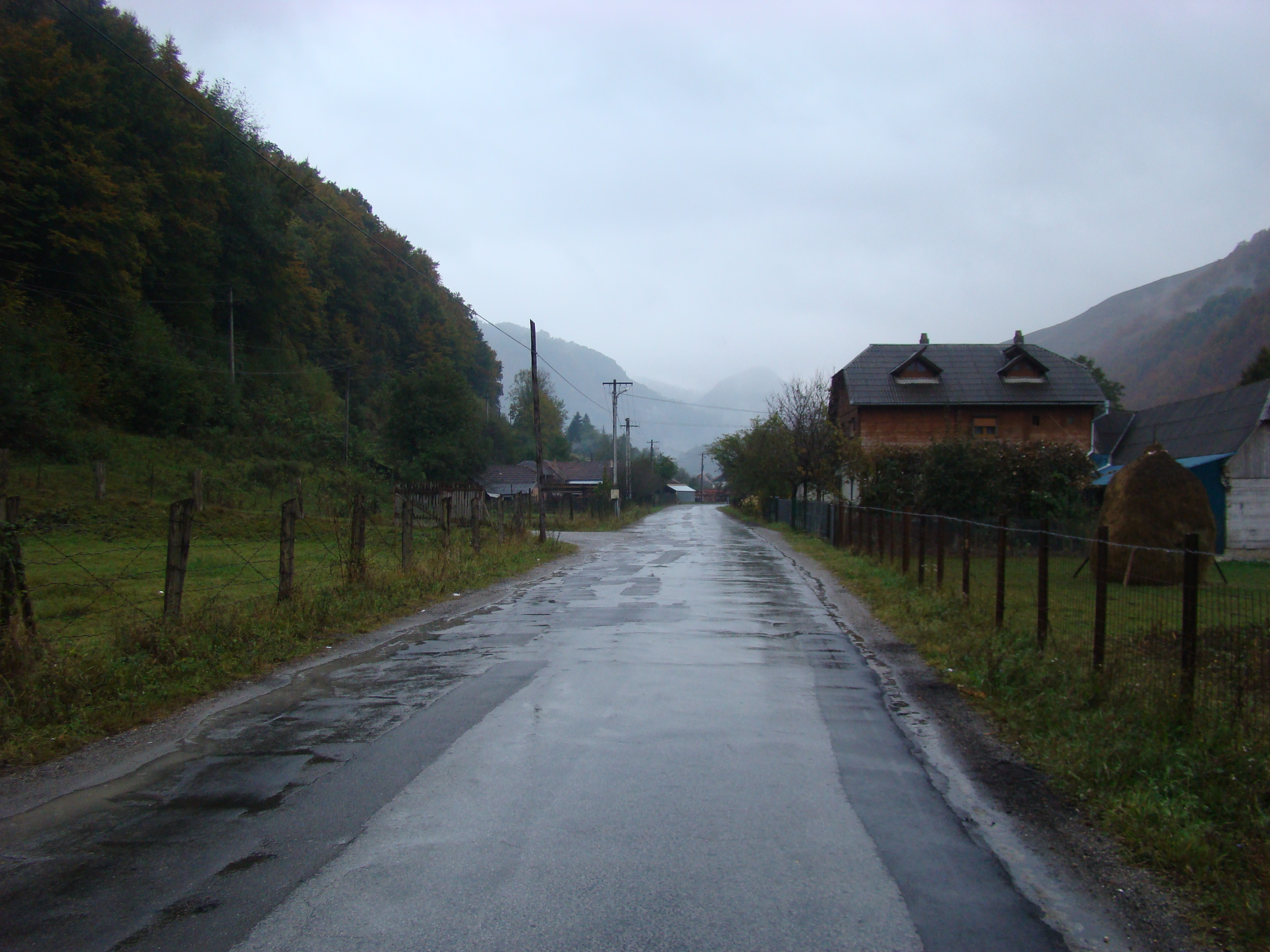
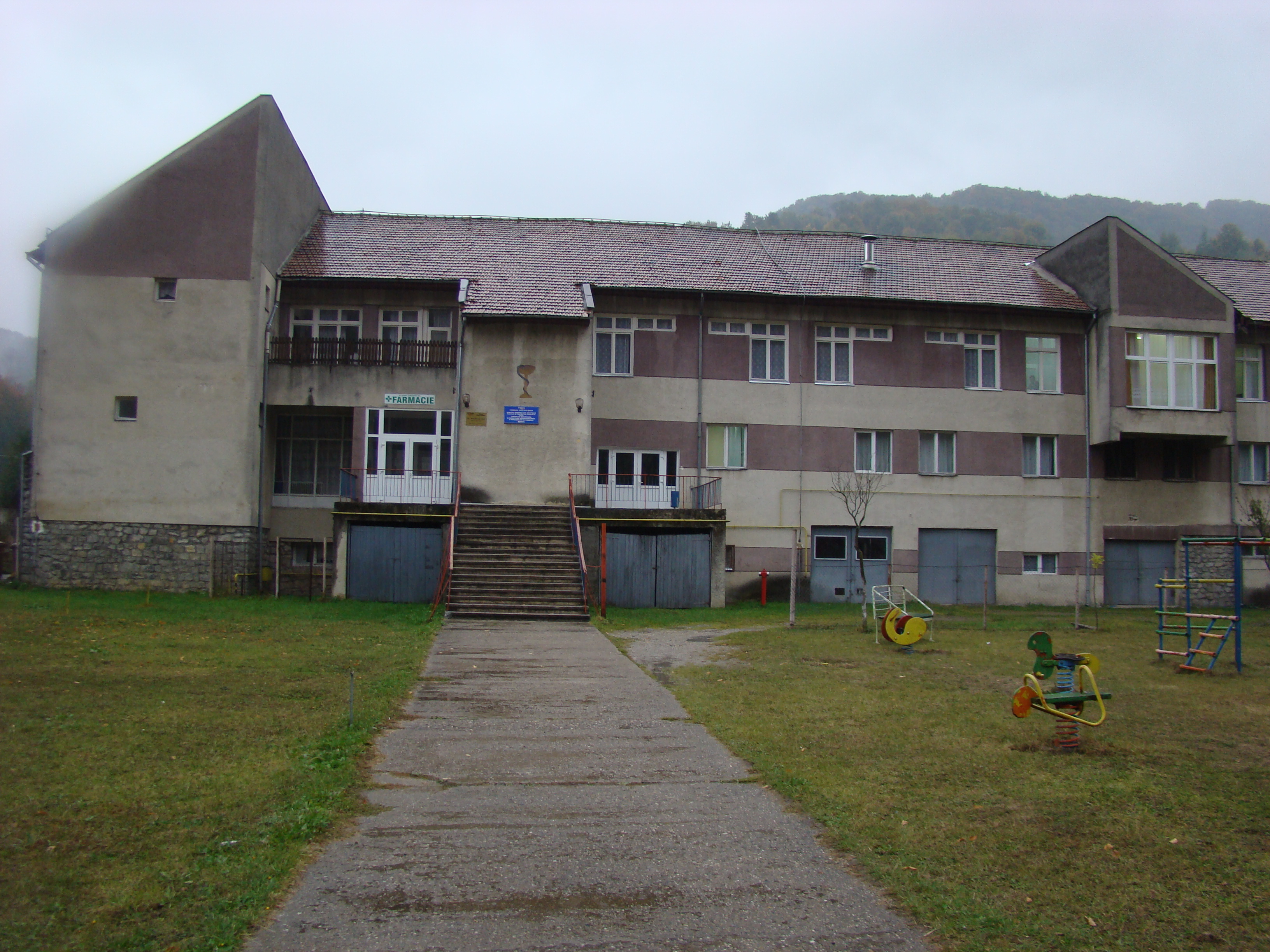
Centrul de recuperare și reabilitare neuropsihiatrică pentru persoane cu handicap Remeți
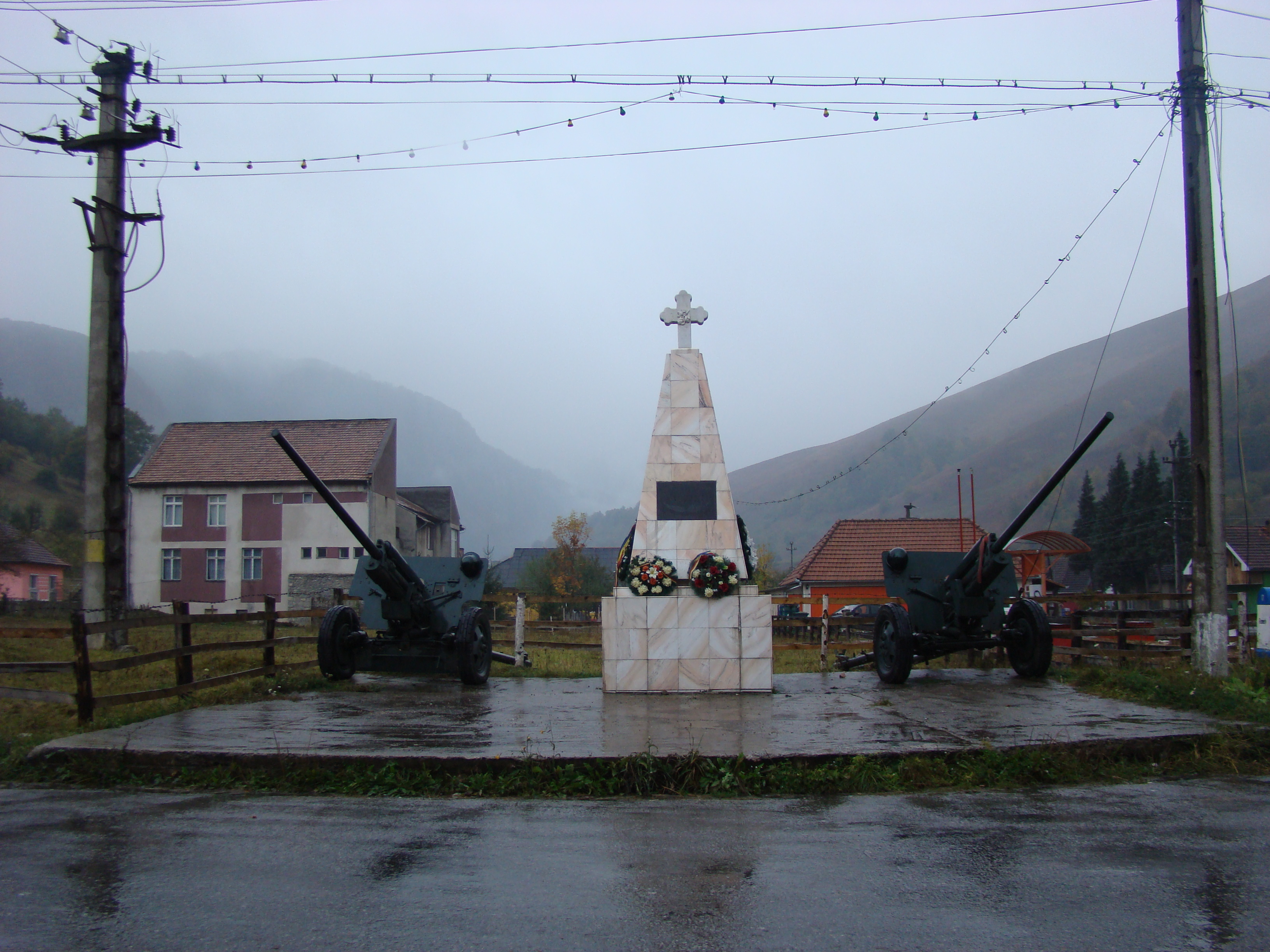
Monumentul Eroilor
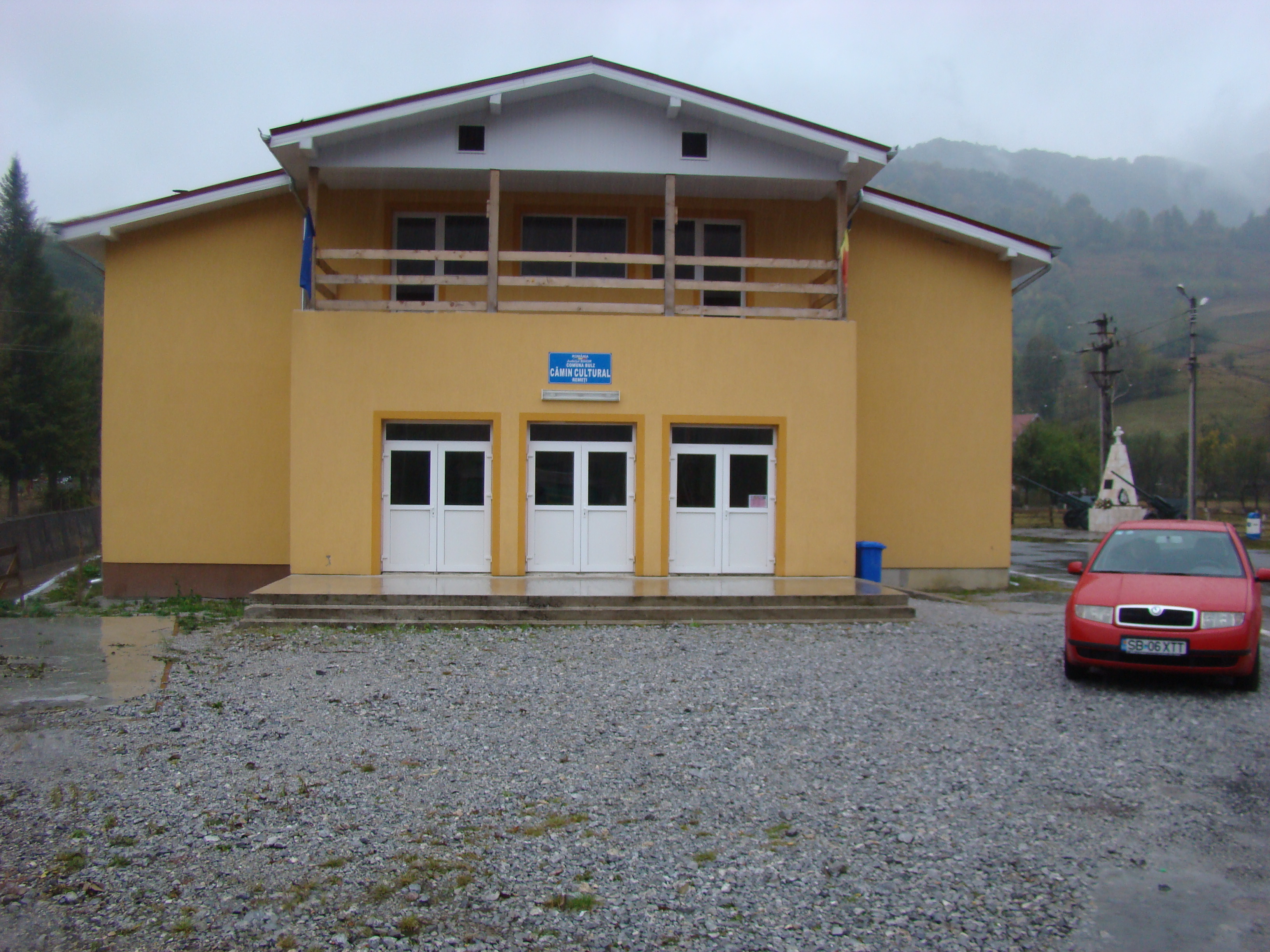
Căminul cultural